# Acerataspis szechuanensis
Acerataspis szechuanensis là một loài tò vò trong họ Ichneumonidae.